# 拉惹柏特拉
拉惹柏特拉·拉惹卡玛鲁丁 （马来文：Raja Petra bin Raja Kamarudin，1950年9月27日—2024年9月9日），是今日大马网站（Malaysia Today）创办人，也是马来西亚著名政治评论家和部落客。他主编的今日大马网站早期是马来西亚的一个独立新闻网站，以揭露政治丑闻闻名。后来他的言论开始变得越来越极端，其言行举止和立场也从反对国阵声音改为支持纳吉·阿都拉萨阵营的活跃写手，其主编网站也改为发表政治阴谋论而闻名。

## 生平简介
拉惹柏特拉出生于1950年9月27日英国萨里郡，他是已故雪兰莪州苏丹沙拉弗丁（马来西亚第11任国家元首，雪兰莪第7任苏丹）的侄儿，其父亲拉惹卡玛鲁丁是雪兰莪皇室成员，其母芭芭拉则是英国人。拉惹柏特拉的简称是“RPK”。拉惹柏特拉的祖父曾任马来亚驻英国大使，他的父亲在英国就读法律，毕业后在利物浦担任执行人员。1956年，6岁的拉惹柏特拉随父亲回到马来亚，由于从小受英文教育，一直到12岁他还不懂马来文。中学时期，拉惹柏特拉曾就读于江沙马来学院，他在这里认识了较他年长三年的安华。不过由于受不了江沙学院的严厉校规，他在中三时转校至维多利亚学院。
拉惹柏特拉年轻时已开始参与政治活动，虽然不是巫统党员，不过他曾协助安华·依布拉欣竞选巫青团长，之后也在吉隆坡万丽酒店见证了1999年4月4日国民公正党的成立仪式，拉惹柏特拉当时并不看好公正党可以长存。2001年4月，为记念安华于1993年被判入狱，他参与了「释放安华」的示威活动后，被警方关押了一段时间。拉惹柏特拉与安华关系除了是他在江沙学院的学长和朋友外，两人也同时是马来西亚回教青年组织（ABIM）的成员。之后，拉惹柏特拉曾为回教党英文版党报《哈拉卡报》（Harakah）和公正党的官方周报《Suara Keadilan》供稿。

### 两度遭内安法令逮捕
2001年4月10日，拉惹柏特拉被内安法令扣留52天，并在同年6月2日获释。
2008年，拉惹柏特拉因在网站上发表一篇题为《让我们将杀死阿旦杜亚的凶手送进地狱》的文章，这是他最著名的揭露事件之一。他随后被马来西亚政府援引内安法令扣留，根据马来西亚内政部长赛哈密的说法，扣留原因是拉惹柏特拉发表嘲弄和侮辱回教徒、回教和先知穆罕默德的文章，这将引发回教徒的愤怒，也指责拉惹柏特拉发表诋毁国家领袖的文章，引发人民痛恨政府，威胁公共秩序和国家安全。与此同时，扣留拉惹柏特拉的决定也引起了支持者的愤怒，并要求内政部长辞职。2008年11月7日，雪兰莪莎阿南高等法院裁定，针对扣留拉惹柏特拉的措施是违宪的，主审法官赛阿末希米（Syed Ahmad Helmy）在判决中裁决马来西亚内政部没有根据内安法令行事，拉惹柏特拉因此获得释放。拉惹柏特拉之后自我流亡海外，并于2009年在英国寻求庇护，他也继续在其博客上表达他的观点。
从2011年4月起，拉惹柏特拉改变过去的立场，变成时任首相纳吉·阿都拉萨的支持者，进而与安华·依布拉欣及民联（希盟前身）彻底决裂。他亦宣称过去许多文章是被人误导而下笔，继将自己建立的公信力推翻。

### 逝世
2024年9月9日，拉惹柏特拉因血液感染，其感染扩散到肺部，后来扩散到肝脏。在英国时间晚上11点26分在曼彻斯特去世，享年74岁。他的死讯由其妻子玛丽娜李和他的兄弟依德利斯（Raja Idris）隔日对外宣布证实。拉惹柏特拉的遗体随后在曼彻斯特奇塔姆山路的清真寺进行最后祁祷，之后埋葬在曼彻斯特南部的乔尔顿路（Chorlton Road）公墓。拉惹柏特拉的女儿拉惹萨拉 (Raja Sara) 为其父亲的争议行为解释，称这是为了培养更多有知识的马来西亚人而写，目的是唤醒批判性思维，以鼓励马来西亚人基于知识和信心做出选择，并说明其父亲实际上并不关心任何政治，他只为其目的斗争，对任何人都没有恶意。

## 家庭
拉惹柏特拉于1973年和妻子玛丽娜李（Marina Lee Abdullah）结婚，有5名子儿。其中女儿拉惹莎拉（Raja Sara Petra）在2017年加入民政党，曾任该党妇女组署理主席一职。拉惹莎拉也是民政党改选中，唯一竞选署理主席职的女候选人。2019年1月13日，拉惹莎拉宣布辞去所有党职，并退出民政党。

## 争议性报导和文章
拉惹柏特拉任主编的《今日大马》网站以揭露马来西亚政治丑闻著称，网站中多次刊登不曾公诸于世的各类文件、信函和法定宣誓书。其中最具震撼性的是拉惹柏特拉本人也曾立下法定宣誓书，指马来西亚首相纳吉·阿都拉萨和其夫人罗斯玛·曼梳涉及2006年发生的蒙古女郎阿尔丹杜雅·沙丽布（Altantuya Shaaribuu）在马来西亚被谋杀复被炸尸案。但他在2011年在澳洲接受第三电视专访时突然改口声称不再相信首相夫人曾涉及蒙古女郎命案的指控，并表示自己是被一批告密者幕后主使而在法定文件上发假誓，并再三宣称许多文章是被人误导而下笔的。
2018年2月，拉惹柏特拉在他的网站《今日大马》 接连发布三篇文章，指控马来西亚首富郭鹤年通过他的侄儿郭孔怀，资助民主行动党推翻巫统主导的国阵政府，企图建立让华人管理的政权。拉惹佩特拉还声称郭鹤年早在20年前就开始支持倒国阵的活动，引起朝野骂战和轩然大波。期间也有不少人力挺郭鶴年，齐声谴责对郭老无礼的政客，敦鹤年分别在大马和英国对拉惹柏特拉发出律师信，表示保留追究的权利。
2018年9月27日，拉惹柏特拉在网络上指控马来西亚皇家警察在搜查一个马来西亚发展有限公司丑闻（1MDB）的前首相纳吉·阿都拉萨住家偷走逾4000万令吉。武吉安曼商业罪案调查总监阿玛星对此澄清警方从未拿取钱財，并批评拉惹柏特拉勿只躲在网络后发言，应勇於出面向警方投报。拉惹佩特拉隔日透过《今日大马》作出反击，指阿玛星的头巾一定是太紧了，以至于限制了血液流向其大脑。更声称，阿玛星需要解开其头巾以让大脑清晰。阿玛星抨击拉惹柏特拉发表种族言论，表示后者词穷理亏，进而出口伤人，侮辱他的锡克族身分。并形容拉惹柏特拉是“网络枪手”，而拉惹柏特拉则回应说，“所有人”都是网络枪手。他发表「锡克头巾太紧论」引起国内锡克族人集体谴责后，他在10月1日为自己的失言向所有锡克族和阿玛星道歉。
2019年1月2日，拉惹柏特拉发表「华人不是马来人的救星」的文章。他在《今日大马》撰文指出，华人总是说若1800年代没有迁移马来亚的话，马来人现在就会继续住在树上和靠吃木薯度日，可是事实是马来人很满意他们的生活，根本不需外人帮助改善生活。他强调，马来人最厌恶华人一直说往事，指马来人没有华人就这样不行，那样也不行，而这些种种都不是马来人要求华人去做的。并补充说，是英国人将华人带到马来亚，不是马来人，所以是英国人需要华人，不是马来人。
2019年2月24日至3月，拉惹柏特拉在《今日大马》发布「从反贪会获得文件」为题的一系列文章，在马来文和英文版发布20篇有关63亿令吉的槟城海底隧道的文章，指控林冠英在担任槟州首席部长期间涉及腐败行为。林冠英对此于9月6日入禀吉隆坡高庭对他提出诽谤诉讼。 2020年2月28日，由于拉惹柏特拉没提出抗辩，吉隆坡高庭裁决林冠英胜诉。2021年4月14日，林冠英向吉隆坡高庭要求向拉惹柏特拉以每篇文章賠償100萬令吉一般損害賠償，以及各50萬令吉的嚴重損害賠償和懲戒性賠償，索償2100萬令吉。2021年5月25日，吉隆坡高庭宣判拉惹柏特拉赔偿林冠英60万令吉，同时需支付1万令吉堂费。
2019年3月27日，拉惹柏特拉发表一篇「马云赏了希盟一巴掌」的文章，指阿里巴巴集团董事长马云在香港与大马财政部长林冠英及其政治秘书潘俭伟会面时告诉后者不再信任大马。阿里巴巴集团对此驳斥有关文章，并发出律师事警告要对拉惹柏特拉采取法律行动，并指如果他在4月1日之前没有回应他们，他将面对起诉。柏特拉在《今日大马》上载阿里巴巴集团发出的律师信后宣布已撤下有关文章。
2020年10月4日，拉惹柏特拉在《今日大马》发布「公正党要穆斯林拒绝可兰经」为题的文章，指控沙巴公正党要穆斯林拒绝可兰经或伊斯兰教。沙巴公正党主席刘静芝对此表示强烈谴责，批评拉惹柏特拉故意扭曲言论，将考虑采取法律行动。

## 作品集
- Raja Petra Kamarudin(2009), The Silent Roar: A Decade Of Change.

### 腳註
1. 1 2 3  Appellate Jurisdiction involving the detention of Raja Petra Kamarudin under the ISA (2001)，存档于（存檔日期 18 March 2003） at hakam.com (.doc file)
2. 1 2 3  天堂鸟. . Malaysiakini. 2011-04-17. （原始内容存档于2020-10-11） （中文）.
3. ↑  Ainul, Ainul. . https://www.businesstoday.com.my/. 2024-09-10. （原始内容存档于2024-09-10） （美国英语）.
4. ↑  . Global Voices Advox. 2008-11-09 （英语）.
5. 1 2  . Malaysiakini. 2024-09-10.
6. ↑  Reporters, F. M. T. . Blogger RPK dies in UK, aged 74. 2024-09-09. （原始内容存档于2024-10-08） （英语）.
7. ↑  ALI, AIMAN. . Utusan Malaysia. 2024-09-11 （ms-MY）.
8. ↑  ASHAHA, NOR SYAMIRA LIANA NOR. . Sinar Harian. 2024-09-13. （原始内容存档于2024-09-15） （马来语）.
9. ↑  . Malaysiakini. 2017-07-09. （原始内容存档于2017-07-11） （中文）.
10. ↑  . 中國報 China Press. 2019-01-13 （美国英语）.
11. ↑  当今大马. . 2011-04-13.
12. ↑  . Malaysiakini. 2018-03-05. （原始内容存档于2020-10-11） （中文）.
13. ↑  . 東方網 馬來西亞東方日報. 2018-03-06. （原始内容存档于2020-10-11） （中文（简体））.
14. ↑  大平. . 马来西亚诗华日报新闻网. 2018-09-28. （原始内容存档于2018-12-06） （中文（中国大陆））.
15. ↑  . www.enanyang.my. 2018-09-29 （中文（简体））.
16. ↑  . Malaysiakini. 2018-10-01. （原始内容存档于2018-10-02） （中文）.
17. ↑  综合报导, 2019年 1月 02日 星期三 07:18 下午 Myt. . www.cincainews.com （中文）.
18. ↑  . 中國報 China Press.   [2020-10-10] （美国英语）.
19. ↑  . www.sinchew.com.my.   [2020-10-10]. （原始内容存档于2020-10-11）.
20. ↑  . 光华网. 2021-04-14. （原始内容存档于2021-04-17） （美国英语）.
21. ↑  . 東方網 馬來西亞東方日報. 2021-05-25. （原始内容存档于2021-12-10） （中文（简体））.
22. ↑  . www.sinchew.com.my. 2019-03-29.
23. ↑  . 中國報 China Press. 2019-03-30. （原始内容存档于2020-08-08） （美国英语）.
24. ↑  . Malaysiakini. 2019-03-29. （原始内容存档于2019-04-02） （中文）.
25. ↑  . 光华网. 2020-10-06. （原始内容存档于2020-10-30） （美国英语）.

### 其他
- 拉惹柏特拉部落 - 马来西亚政治内幕真相网站 《今日大马》 （页面存档备份，存于）（英文）
- 拉惹柏特拉传记和政治内幕真相 - 光明日报专访
- 林宏祥《“我在地狱迎接你！”拉惹柏特拉抖泰益臭史》，见《独立新闻在线》 （页面存档备份，存于）。
- 回教党党报《哈拉卡》 （页面存档备份，存于）
- 《联合早报》（新加坡），2008年5月8日。